# Cythere omotenipponica
Cythere omotenipponica is een mosselkreeftjessoort uit de familie van de Cytheridae. De wetenschappelijke naam van de soort is voor het eerst geldig gepubliceerd in 1959 door Hanai.